# 리듬원
리듬원(RhythmOne plc, 과거 이름: 블링스/Blinkx) 또는 리듬원 그룹(RhythmOne Group)은 비디오 오디오 콘텐트를 검색해주는 인터넷 검색 엔진 중 하나이다. 본사는 샌프란시스코에 위치해 있다.
오디오 파일, 비디오 클립, 스트리밍 미디어 등을 검색해주고 분류해준다. 리듬원의 동영상 검색 엔진은, 동영상 내에 들어 있는 음성 콤포넌트를 음성 인식 기술을 이용하여 텍스트로 변환시켜 둔 후, 그것에 근거해 검색 질의를 처리하는 방법을 쓰는 점이 독특하다.
리듬원은 또한, 팟캐스트나 비디오 블로그 등을 인덱싱하며, 사용자들로 하여금 검색이 가능케 해 주고 있다. 리듬원은 자기 말에 의하면, 1800만 시간 이상 분량의 콘텐트를 인덱스하고 있는 세계에서 가장 크고 깊이 있는 인덱스를 가진 검색엔진이라고 한다. 130여 개의 회사와 협약을 맺고 있다고 알려져 있다.

## 역사
블링스는 스리랑카인인 Suranga Chandratillake가 창립하였다. 블링스는 웹 검색을 위한 툴바이자 영상 검색 엔진으로서 시작하였다.,

## 같이 보기
- 훌루
- 주스트 (인터넷 TV 서비스)
- 스티븐 토마스 얼와인